# Гайворонська загальноосвітня школа (Чернігівська область)
Гайворонська загальноосвітня школа І-ІІ ступенів (Бахмацький район) - україномовний навчальний заклад І-II ступенів акредитації у селі Гайвороні, Бахмацького району Чернігівської області.

## Історія
Початок веде з традиційної церковно-приходської школи, яку утримували станові козаки з часів Гетьманщини. На початку 1870-тих козаки Гайворона ухвалили рішення заснувати нову, модерну школу. Двокласна школа відкрита 1876 як земська установа з російською мовою викладання. 
1911 коштом земства збудовано нове, просторіше приміщення - воно до сьогодні на балансі Гайворонської загальноосвітньої школи. Будівництво тривало три роки і за вдале оформлення фасаду та вишукане різьблення будівельна бригада отримала грошову премію. 
Українська мова викладання частково впроваджена 1918 року, а повна україномовна освіта - з 1920-тих років. 

## Комуністичні часи
1923 встановлено семирічний термін навчання. У комуністичні часи влада використовувала школу для пропаганди своїх ідей: класової ненависті, безбожництва та аморальності - дітей навчали доносительству на сусідів і навіть батьків. Дитячий шпіонаж, контрольований шкільними педагогами, став систематичним під час Голодомору 1932-1933 років, коли школярів заохочували співпрацювати з бригадами буксирів, що виконували хлібозаготівлі. 

### Справа вчителя-буксира Васюка
Серед активістів-голодоморників був і 19-річний вчитель Гайворонської школи Василь Васюк - його з неповною освітою, малограмотного прислали до села для ідеологічної роботи. Він активно включився у грабунки козацьких господарств під виглядом хлібозаготівель. Поведінка Васюка була винятково брутальною. Відтак загін гайворонських месників стратив посібника комуністів - 4 січня 1934 року. Люди знали, що на совісті старченого -  депортовані або вбиті голодом сім'ї. Проте комуністи вдалися до справжнього блюзнірства, зробивши з 19-річного буксира Васюка героя, поховали коло школи, примусивши цілі покоління маленьких гайворонців вшановувати його пам'ять на лінійках та різних зборах. 
Влада демонстративно покарала гайворонців, узявши в заручники кілька людей - їх оголосили організаторами вбивства.  

### Якість освітньої роботи до Другої світової війни
У той же час адміністрація школи, на вимоги районної влади, займалася приписками - 1932 було оголошено про повну ліквідацію неграмотності у Гайвороні, хоч неписьменні люди залишалися у селі до 1970-тих років. 
Після Другої світової війни при школі діяв великий аматорський хор.  

## Сучасний стан
Зараз у селі діє неповна середня школа, яка знаходиться в старому приміщенні збудованому ще 1929.
2012-2013 у школі навчається 38 дітей. Середня кількість учнів у класах - 4-6 дітей. В 7-му класі немає жодної дитини.
Після закінчення 9-го класу для отримання повної середньої освіти діти їздять до Дмитрівської школи, куди їх підвозить шкільний автобус.

## Відомі педагоги
- Трохим Васильович Висоцький (1914-1988), вчитель математики і фізики, завуч школи;
- Паша Григорівна Кочубей;
- Дмитро Якович Луценко;
- Григорій Михайлович Денисенко;
- Іван Якович Коваленко;
- Пріська Федорівна Кононенко;
- Антон Михайлович Антибиш.

### Післявоєнні директори школи
- Новицький Іван Юхимович (1943-1951);
- Науменко Степан Федорович (1951-1958);
- Міщан Михайло Микитович (1958-1960);
- Гриненко Микола Микитович (1961-1989);
- Кеда Іван Михайлович (1989-2000);
- Бойко Тетяна Олександрівна (з 2000).